# Challenger de Saint-Brieuc 2011
El torneo Open Prévadiès Saint–Brieuc 2011 fue un torneo profesional de tenis. Perteneció al ATP Challenger Series 2011. Se disputó su 8.ª edición sobre superficie dura, en Saint-Brieuc, Francia entre el 28 de marzo y el 3 de abril de 2011.

## Jugadores participantes del cuadro de individuales

### Cabezas de serie
| País                 | Jugador           | Rank1 | Favorito |
| -------------------- | ----------------- | ----- | -------- |
| Bandera de Argentina | Máximo González   | 98    | 1        |
| Bandera de Polonia   | Michał Przysiężny | 117   | 2        |
| Bandera de Francia   | Benoît Paire      | 124   | 3        |
| Bandera de Irlanda   | Conor Niland      | 139   | 4        |
| Bandera de Francia   | Vincent Millot    | 161   | 5        |
| Bandera de Francia   | Stéphane Robert   | 166   | 6        |
| Bandera de Polonia   | Jerzy Janowicz    | 168   | 7        |
| Bandera de Francia   | David Guez        | 170   | 8        |

- 1 Se ha tomado en cuenta el ranking del 21 de marzo de 2012.

### Otros participantes
Los siguientes jugadores recibieron una invitación (wild card), por lo tanto ingresan directamente al cuadro principal:
- Charles-Antoine Brézac
- Nicolas Devilder
- Mathieu Rodrigues
- Ludovic Walter

Los siguientes jugadores ingresan al cuadro principal tras disputar el cuadro clasificatorio:
- Adrian Cruciat
- Florent Diep
- Boris Pašanski
- Nicolas Renavand

## Campeones

### Individual Masculino
Challenger de Saint-Brieuc 2011 (individual masculino)
- Maxime Teixeira derrotó en la final a  Benoît Paire, 6–3, 6–0

### Dobles
Challenger de Saint-Brieuc 2011 (dobles masculino)
- Tomasz Bednarek /  Andreas Siljeström derrotaron en la final a  Grégoire Burquier /  Romain Jouan, 6–4, 6–7(4), [14–12]